# Smålands Jerusalem

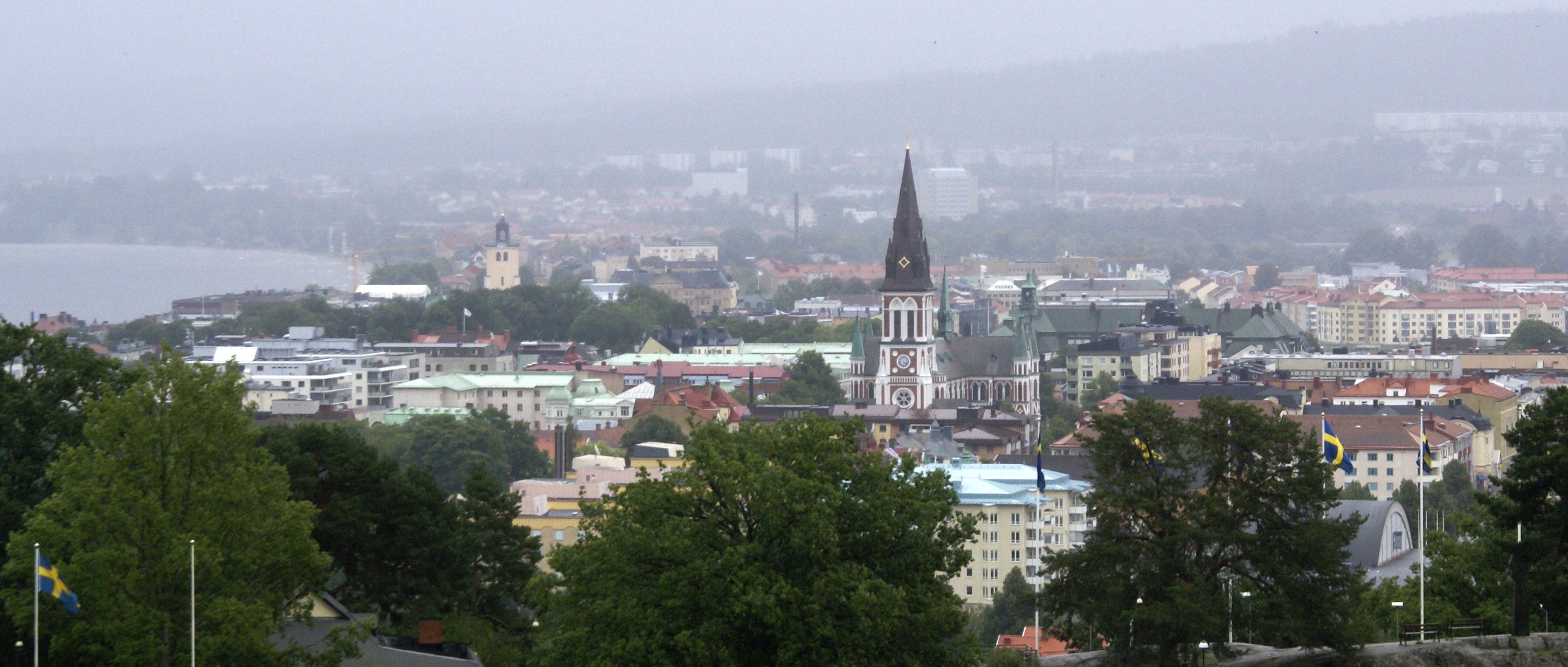
Sofiakyrkan.

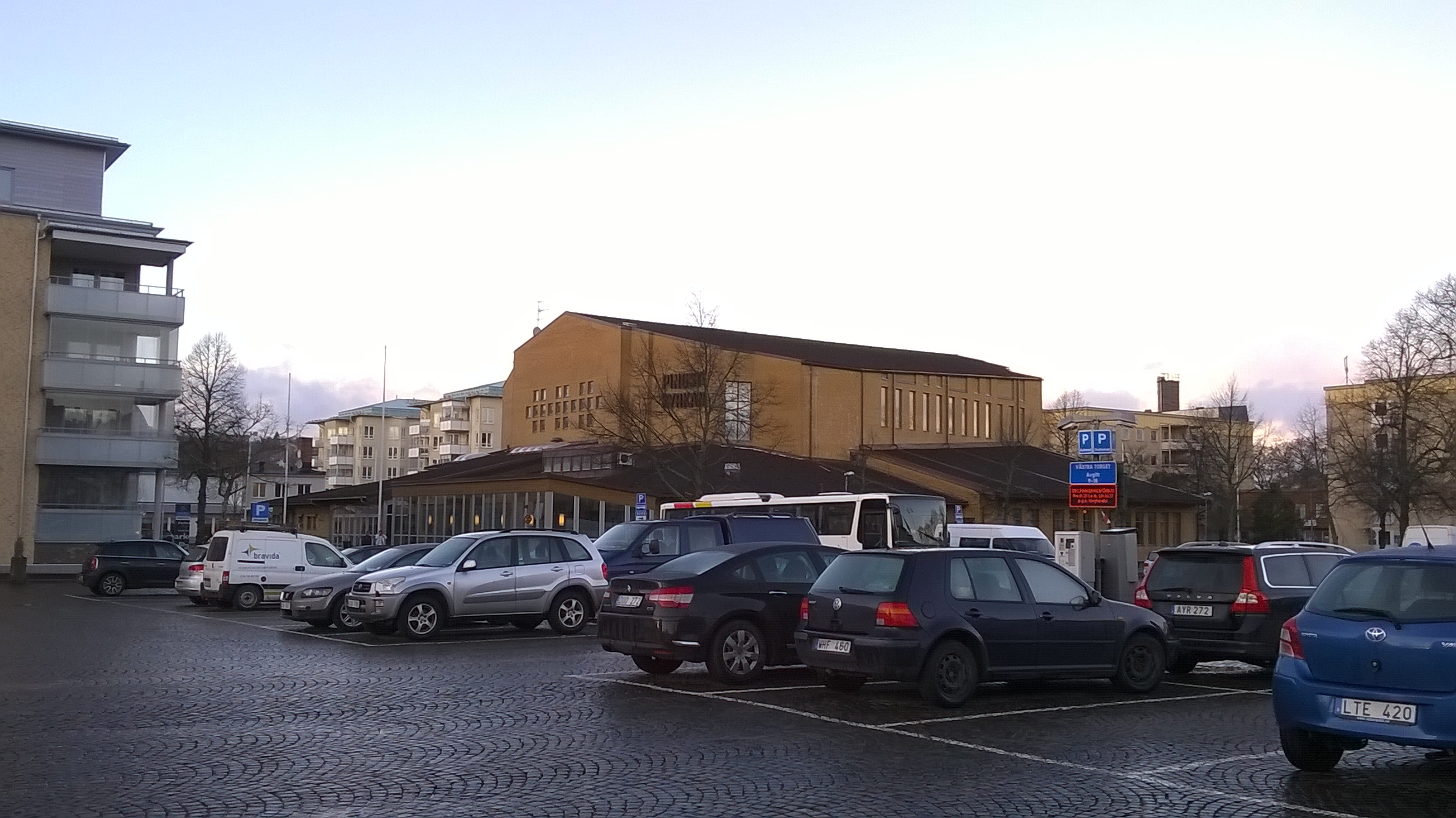
Jönköpings pingstkyrka.

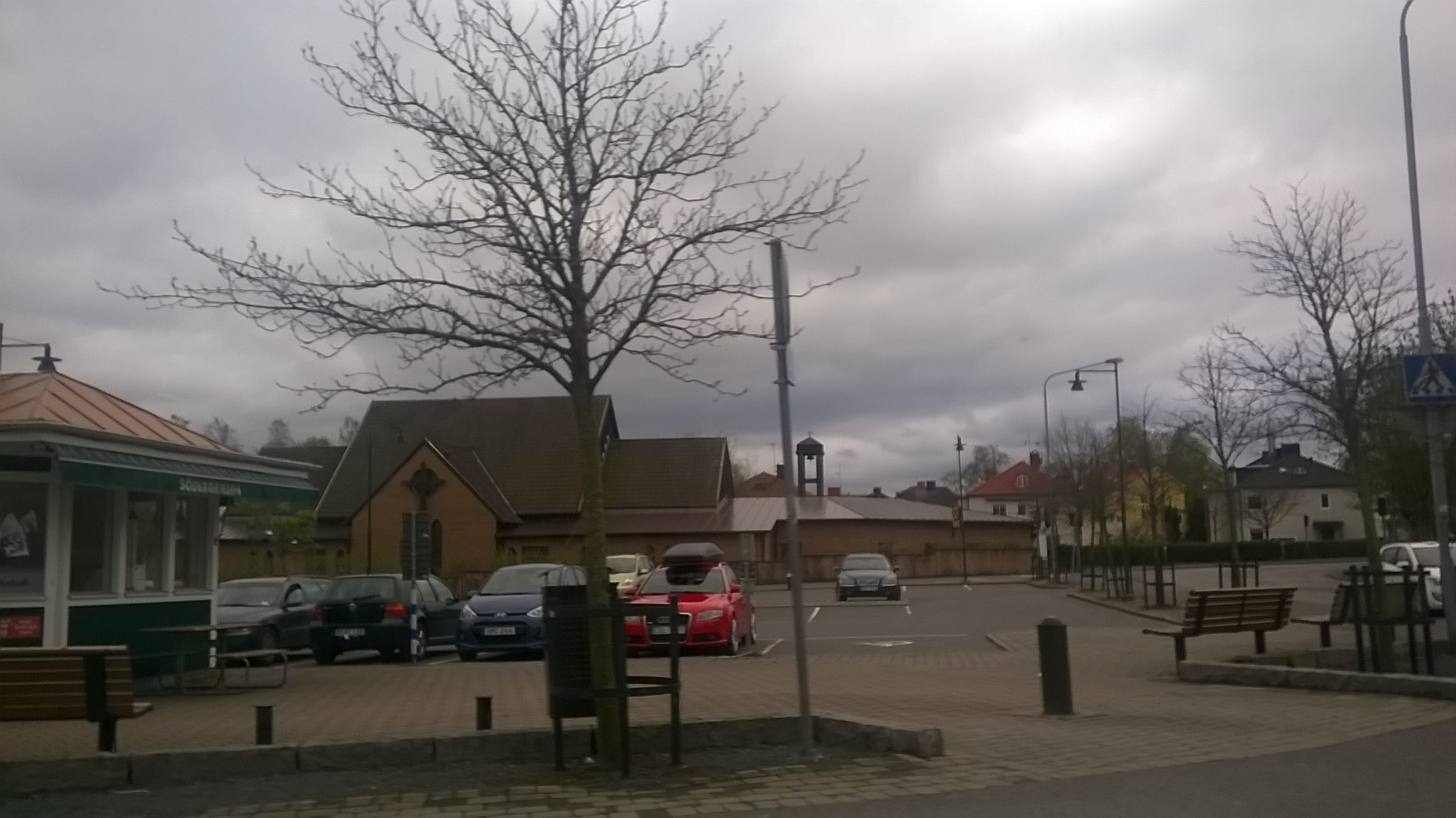
Jönköpings katolska kyrka.

Smålands Jerusalem är en benämning på Jönköping. Kristendomen, och framförallt frikyrkorörelsen, har ett starkt fäste i denna stad. Den kristna verksamheten har stor betydelse för Jönköping och staden betraktas som Sveriges mest kristna stad.
Jönköping är residensstad i ett län med ett starkt kristet där kyrkorna har en stark ställning. Det gäller både frikyrkor och församlingar inom Svenska Kyrkan. Begreppet "Smålands Jerusalem" har härletts till 1850-talet och de kvartalsmöten Jönköpings Missionsförening anordnade. Till dess möten "vallfärdade" folk från hela Jönköpings län. Då Konventikelplakatet upphävts 1858 sjöngs påskpsalmen "Se, vi går upp till Jerusalem" med texten "Se, vi går upp till Smålands Jerusalem". Första gången "Smålands Jerusalem" nämns i skrift är under 1890-talet i samband med en KFUM-konferens i Jönköping. Jönköpings missionsförening var från början en rörelse inom Svenska Kyrkan, men har utvecklats till en frikyrkorörelse, Svenska Alliansmissionen. Kommunen har flera missionskyrkor, varav Immanuelskyrkan är den största (och målad rosa). Pingstkyrkan, som började sin verksamhet i Jönköping under 1920-talet, och andra välkända frikyrkor har starka fästen i Jönköping. Det lär vara så, att man från en punkt nära Sofiakyrkan kan se inte mindre än elva gudstjänstlokaler. Pingstförsamlingen i Jönköping hade under tidigt 2000-tal runt 2 500 medlemmar, vilket gjorde den till tredje största i Sverige och den största i förhållande till stadens storlek, efter Stockholms och Göteborgs pingstförsamlingar. Svenska Alliansmissionen har sitt säte i Jönköping och det finns flera "allianskyrkor" i framförallt Jönköpings län, men även i viss utsträckning på andra platser i landet.

### Fotnoter
1. ↑  Gunilla Bunnvik (21 april 2012). ”Varför kallas Jönköping för Smålands Jerusalem?”. J-nytt. Arkiverad från originalet den 26 november 2015. https://web.archive.org/web/20151126052208/http://www.jnytt.se/varfor-kallas-jonkoping-for-smalands-jerusalem. Läst 24 oktober 2015.